# Stedelijk Gymnasium Arnhem

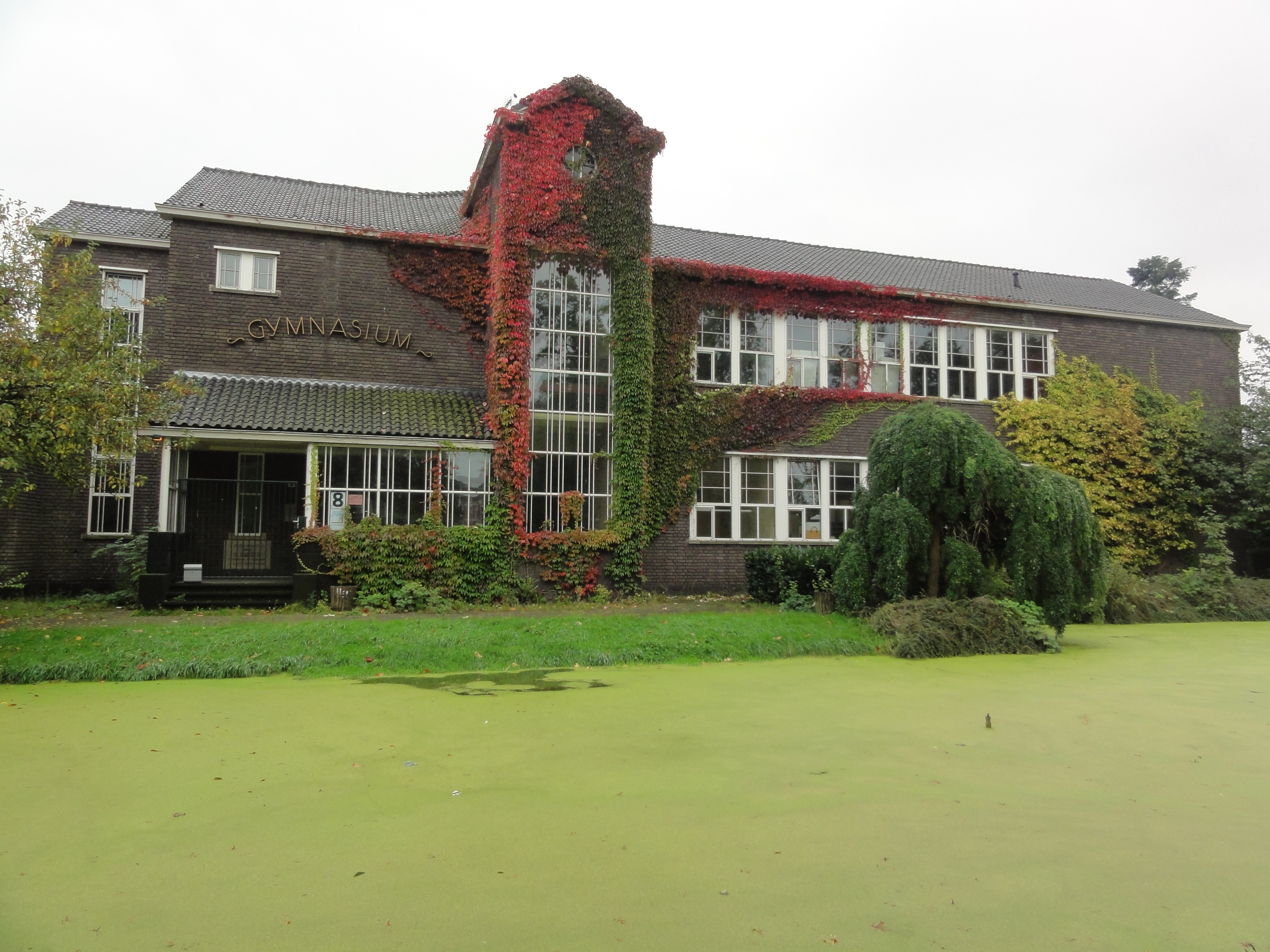
Stedelijk Gymnasium in 2010

Het Stedelijk Gymnasium Arnhem (SGA) is een categoraal gymnasium. De Arnhemse school is een van de oudste gymnasia van Nederland.

## Geschiedenis
De stichtingsdatum van het SGA is onbekend, maar omdat de toen nog Latijnse school voor het eerst in 1263 in geschriften wordt genoemd wordt dit als stichtingsdatum aangehouden. In de middeleeuwen werd er voornamelijk Latijn geleerd om de kerkelijke gezangen beter te begrijpen.
Vanaf 21 mei 1657 wordt de matricula (leerlingenregister) bijgehouden waarin tot op de dag van vandaag, elk jaar de leerlingen die dat jaar op het SGA komen, worden ingeschreven. Deze matricula wordt bewaard in het Gelders Archief.
Na eeuwenlang in de Arnhemse binnenstad gevestigd te zijn, kreeg het gymnasium in 1941 de beschikking over een modern, nieuw gebouw aan de Statenlaan van de hand van stadsarchitect Johan van Biesen. Dit gebouw bleek aan het einde van de 20e eeuw door groeiende leerlingenaantallen te krap. De school is daarom in februari 2007 verhuisd naar een veel groter gebouw aan de nabij gelegen Thorbeckestraat 17, de voormalige huisvesting van de Thorbecke Scholengemeenschap. Ook dit gebouw werd ontworpen door Van Biesen.
Omdat het gebouw aan de Thorbeckestraat ook ietwat te klein aan het worden was, is vanaf het schooljaar 2012-2013 een nieuwe lesgang in gebruik genomen. Deze gang was voorheen de fietsenstalling van de docenten. Ook na deze maatregel bleef het gebouw aan de kleine kant, en om die reden heeft het bestuur besloten in het schooljaar 2013-2014 maximaal 200 nieuwe leerlingen toe te laten; bij meer inschrijvingen zou worden geloot, waarbij broers en zussen van leerlingen voorrang zouden krijgen. Voor het schooljaar 2014-2015 was er echter geen limiet aan het aantal leerlingen dat aangenomen werd. In dat schooljaar werden ook vier noodlokalen geplaatst aan de oostzijde van de school. Al in het volgende schooljaar bleek dat deze niet meer nodig waren en in de zomer van 2015 zijn deze weer verwijderd.

## Arnhemse Gymnasiasten Bond
De leerlingenvereniging van het Stedelijk Gymnasium Arnhem is de AGB, de Arnhemse Gymnasiasten Bond. Deze bond is opgericht in 1908 en in 2008 vierde hij zijn 20e lustrum. Ter ere van dit lustrum heeft een oud-leerling de AGB een webdomein geschonken, een website voor reünisten gemaakt en een elektronisch archief opgezet.
De taak van de AGB is het organiseren van evenementen zoals feesten, filmvoorstellingen, sporttoernooien, excursies, een concert, de Sinterklaasviering en de culturele avond om zo de goede sfeer tussen de leerlingen te bevorderen.
Het bestuur van de AGB bestaat uit leerlingen en wordt begeleid door een begeleidingscommissie waarin docenten zitting hebben. Ieder jaar wordt er een nieuw bestuur gekozen; het wordt ondersteund door vele subcommissies. Voorbeelden van deze subcommissies zijn: de Baco, de Fotoco, de Kerstco, de Sportco, de Teco en de Webco. Seniorleden (leden vanaf de derde klas) kunnen in zo'n subcommissie plaatsnemen. Alle leerlingen van het SGA zijn lid van de AGB. Zij betalen hiervoor automatisch contributie.
De AGB heeft verschillende subverenigingen met een eigen bestuur, deze worden financieel gesteund door het AGB-bestuur:

### Euterpe (schoolorkest)
Alle leerlingen van het SGA die een instrument bespelen mogen meespelen in het schoolorkest. De huidige dirigent van Euterpe is Antoine Janssen. 
Een overzicht van jaarlijks terugkomende uitvoeringen:
- Een uitwisseling met het schoolorkest van het OHG (Otto Hahn Gymnasium) uit Dinslaken (Duitsland). Tijdens deze uitwisseling wordt er door beide orkesten drie dagen samen geoefend en op de laatste avond van de uitwisseling wordt er een concert gegeven. Het ene jaar in Arnhem, het andere in Dinslaken.
- Het Voorjaarsconcert, een concert op school aan het einde van het seizoen. Voor 2015 was dit het 'Keerweerconcert', een optreden samen met een of meerdere oud-leerlingen en met zesdeklassers die voor het laatste jaar op het SGA zaten.
- Het Orkestival in het Concertgebouw in Amsterdam. Elk jaar in de Grote Zaal een festival samen met andere orkesten van gymnasia uit Nederland.
- Een aantal kleinere concerten die per jaar verschillen.

### Iris Tacheia
De Ιρις Ταχεια (Iris Tacheia, snelle bode) is de schoolkrant van het SGA. De Iris is opgericht in 1945 als opvolger van 'Het Klasseblad De Concurrent'. De Iris verschijnt meerdere malen per jaar, telkens met een ander thema gekozen door de redactie. Alle leerlingen en docenten van het SGA ontvangen de schoolkrant. In 2012 is de Iris Tacheia uitgeroepen tot de beste schoolkrant van Nederland.

### Menander
Elke leerling van het SGA kan vanaf het tweede leerjaar deelnemen aan de toneelvereniging Menander. De regisseurs van Menander zijn 31 jaar lang Inez en Willem-Paul Edelman geweest. Aan het eind van ieder schooljaar voert Menander een theaterstuk op.

## Leerlingen en leraren

### Bekende oud-leerlingen
- Anneke van Baalen (schrijfster en feministe)
- Hugo Willibrord Bloemers (burgemeester en Commissaris der Koningin)
- Ottoline Antoinette Gaarlandt (hofdame van de Koningin)
- Aernout van Buchel
- Reinildis van Ditzhuyzen (historica en schrijfster)
- Sijbrandus Johannes Fockema Andreae (rechtshistoricus)
- Frederik Lambertus Geerling (admiraal en minister)
- Piet Gerbrandy (dichter, essayist en classicus)
- Leo de Haas (tv-presentator)
- Hugo Haenen (acteur)
- Dominique van der Heyde (parlementair verslaggeefster bij de NOS)
- John Jansen van Galen (journalist en schrijver)
- J.H. Leopold (schrijver)
- Marijke Merckens (actrice en zangeres)
- Ruben Nicolai (cabaretier, presentator en zanger)
- Lavinia Meijer (harpiste)
- Willem de Sitter (wetenschapper)
- Pien Storm van Leeuwen (dichter, beeldend kunstenaar)
- Peter van Straaten (illustrator)
- Joop van der Ven (jurist en hoogleraar rechtsfilosofie, arbeidsrecht en rechtssociologie)
- Valentijn Jeukendrup (Cellist)

### Bekende oud-leraren
- Jean Chrétien Baud
- Hendrik Cannegieter
- Cornelius Costius
- Hendrik Kramers
- Mark Prager Lindo